# Langast
Langast (tiếng Breton: Lanwal, Gallo: Langau) là một xã của tỉnh Côtes-d’Armor, thuộc vùng Bretagne, tây bắc Pháp.

## Dân số
Người dân ở Langast được gọi là Langastiens hoặc Langastais.